# Lagărul de prizonieri Colditz
Lagărul de prizonieri Colditz, numit oficial Oflag IV-C a fost amenajat de Germania nazistă în castelul Colditz, pentru a deține ofițeri prizonieri de război aliați (în afara celor din Uniunea Sovietică). A devenit celebru prin numeroasele evadări de acolo, popularizate prin cărți scrise de foști prizonieri și prin filme realizate pe baza lor.

## Castelul Colditz
Castelul Colditz se află în orășelul Colditz din nord-estul actualului land Saxonia, pe o înălțime de 46 m pe malul stâng al râului Mulde. Construcția sa a început în secolul al XI-lea și a trecut prin multe reconstrucții și extinderi până în epoca contemporană.
După venirea la putere a naziștilor în 1933, castelul a fost folosit ca lagăr de concentrare pentru opozanți ai regimului, apoi, în 1938, ca azil psihiatric în care oamenii erau lăsați să moară de foame ca o formă de eutanasie.
În 1939, castelul a devenit lagărul de prizonieri de război Oflag IV-C (acronim al lui Offizierslager „lagăr de ofițeri”). Era în același timp un Sonderlager „lagăr special”, acolo fiind deținuți și prizonieri care evadaseră din alte lagăre sau care erau deosebit de ostili Germaniei. Germanii considerau că era mai greu să se evadeze de acolo decât din celelalte lagăre de prizonieri.

## Prizonierii

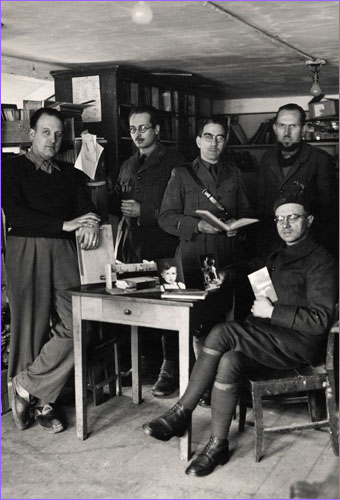
Ofițeri francezi prizonieri

Primii prizonieri au fost aduși în lagăr în noiembrie 1939. Erau 140 de ofițeri polonezi capturați în timpul invadării Poloniei începută la 1 septembrie. Din octombrie 1940, au început să fie aduși ofițeri din Regatul Unit și țările din Imperiul Britanic, Țările de Jos, Franța și Belgia. Au ajuns în lagăr și doi aviatori din Iugoslavia și doi din Cehoslovacia refugiați în Anglia. În mai 1943, germanii au hotărât să rezerve lagărul Colditz numai pentru cei din Regatul Unit și Imperiul Britanic, precum și pentru americani. Ceilalți au fost duși în alte lagăre. Primii americani au ajuns acolo în august 1944.

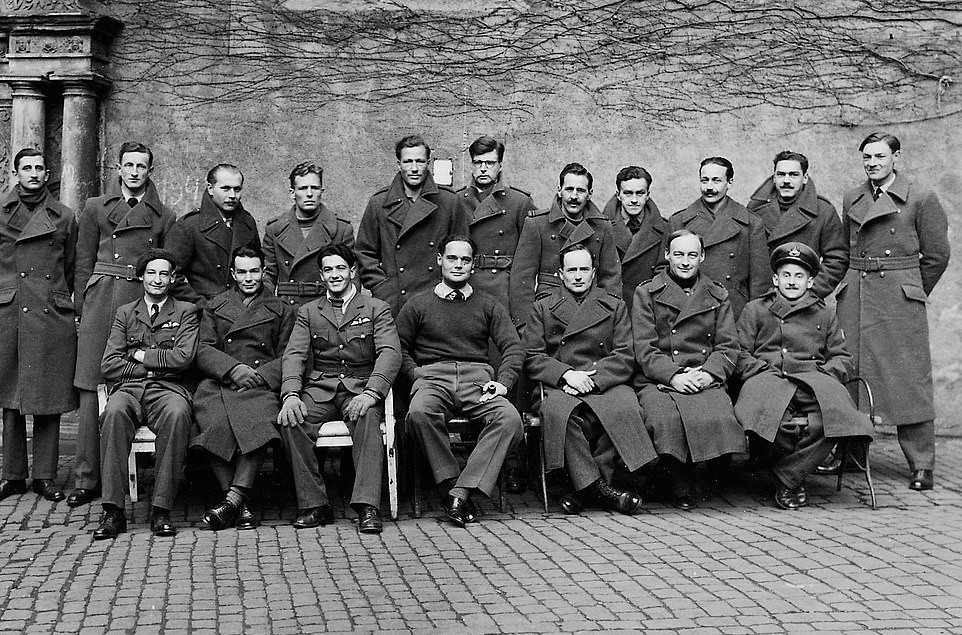
Ofițeri prizonieri britanici și din Imperiul Britanic

Printre prizonieri erau câțiva ținuți în evidență de germani ca Prominente, persoane importante prin poziția lor socială sau prin rudele pe care le aveau. Aceștia erau ostatici care puteau fi eventual dați în schimbul unor oameni importanți pentru germani, prizonieri la Aliați, sau folosiți ca mijloc de șantaj. Ei trebuiau să fie păziți cu deosebită grijă ca să nu evadeze, iar dacă nu mai era nevoie de ei, să fie lichidați. Prominente erau Giles Romilly⁠(d), jurnalist comunist, nepot al lui Winston Churchill; Michael Alexander, care a pretins că este nepotul mareșalului Harold Alexander; Dawyk Haig, fiul unui mareșal în Primul Război Mondial; Charles Hopetoun, marchiz de Linlithgow; John Elphinstone, nepot al reginei; vicontele George Lascelles⁠(d), nepotul regelui George al VI-lea; generalul Tadeusz Bór-Komorowski, comandantul șef al organizației de rezistență poloneze Armia Krajowa și stafful lui; patru generali francezi; John Winant Junior, fiul ambasadorului SUA în Regatul Unit, Max de Hamel, o rudă îndepărtată a lui Churchill.

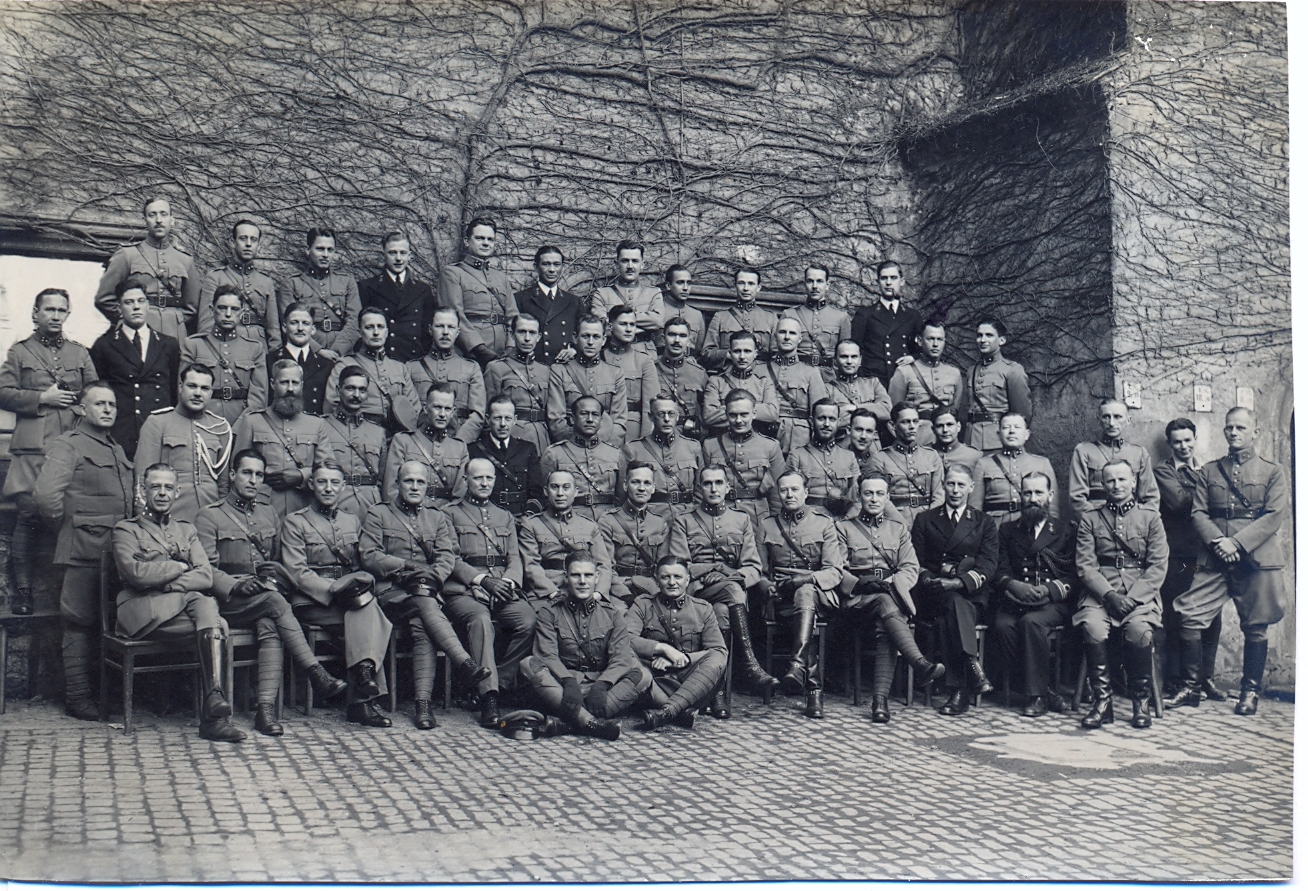
Ofițeri din Țările de Jos prizonieri

### Condițiile de detenție
Germania respecta în linii mari, în cazul Aliaților, în afara sovieticilor, Convenția de la Geneva din 1929 referitoare la prizonierii de război. Respectarea convenției era monitorizată prin inspectori trimiși în lagăr de o așa-numită „putere protectoare”, Statele Unite ale Americii până la intrarea acestora în război cu Germania, apoi Elveția. Prizonierii ofițeri cu gradul cel mai înalt din fiecare grup național erau oficial reprezentanții prizonierilor din grupurile lor în relațiile cu comandamentul lagărului. Personalul provenea din Wehrmacht și se purta în general corect cu prizonierii. Erau rezerviști, ofițeri și militari de rang inferior mai în vârstă, și soldați tineri inapți pentru front.
Hrana primită de la germani era insuficientă, dar prizonierii nu au suferit de foame de la Crăciunul din 1940 până în iarna din 1944-1945, pentru că în această perioadă au primit pachete prin intermediul Crucii Roșii, cu tot felul de alimente: conserve de carne, unt, praf de curry, ouă marinate, ciocolată, ceai, cacao, siropuri etc. Un alt produs din pachete important pentru ei erau țigările de bună calitate. Mai primeau în pachete și unele medicamente și îmbrăcăminte. La început, pachetele soseau neregulat, dar din primăvara lui 1941 mulți au ajuns să primească și câte unul pe săptămână. După ce populația germană a început să sufere de penurie alimentară, prizonierii au ajuns să fie mai bine hrăniți decât gardienii. Li se trimiteau până și farduri pentru teatru și instrumente muzicale. Ofițerii aveau dreptul să primească și o soldă sub formă de Lagergeld (bani de lagăr) care aveau valabilitate numai în lagăr. Cu ei puteau cumpăra la cantină unele lucruri precum lame de ras, pături și produse de papetărie.
Prizonierii aveau dreptul să corespondeze. Contactul cu familia și cu prietenii era de mare ajutor ca să le susțină moralul și să le ușureze captivitatea.
Prizonierii ofițeri aveau și ordonanțe care îi serveau. Cei superiori aveau câte o ordonanță, iar ceilalți câte una la mai mulți. Ordonanțele erau prizonieri militari de rang inferior aduși din Stalag-uri, lagăre destinate lor. Prin aceasta, aveau o situație mai bună decât în Stalag-uri, unde erau obligați să facă munci, unele grele. La Colditz locuiau separat de ofițeri, dar primeau aceeași hrană ca ei, inclusiv din pachete.

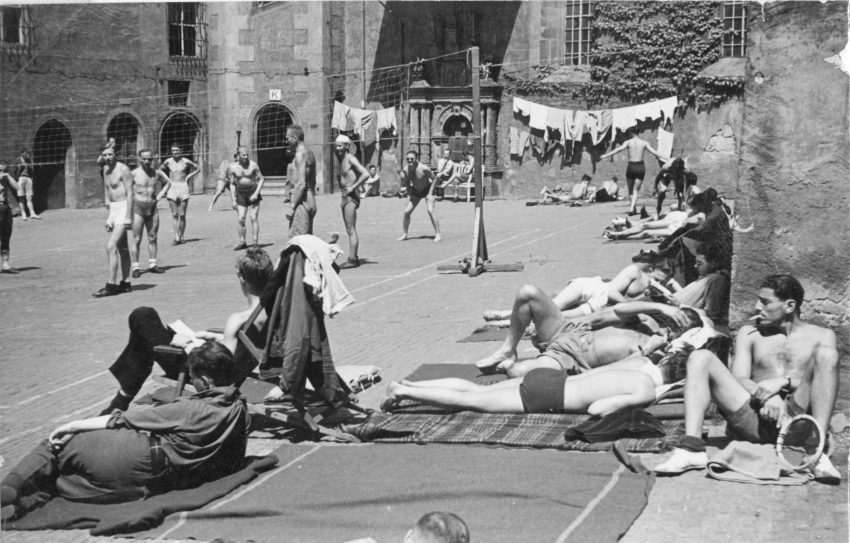
Prizonieri în curtea interioară a castelului

Ofițerii nu munceau și, în afara celor trei, mai târziu patru apeluri zilnice la care trebuia să fie prezenți, aveau mult timp, de care puteau dispune liber în timpul zilei. Organizau tot felul de activități. Practicau sporturi precum fotbal, volei, rugby, hochei, crichet, box și șah, în curtea interioară a castelului, unde aveau acces în timpul zilei, și ocazional în parcul de lângă castel. Au organizat și competiții internaționale, de exemplu una în august 1941, pe care au numit-o „Jocuri Olimpice de lagăr”. Mingile, bâtele de crichet, crosele de hochei etc. erau primite prin Crucea Roșie.
Aveau și activități artistice. Unele instrumente muzicale erau date de germani. Exista un cor polonez, o formație olandeză de ukulele, o formație de jazz britanică, un grup francez de muzică de cameră și o orchestră internațională. Organizau spectacole foarte populare printre prizonieri, cu piese de teatru de scriitori britanici, precum și piese scrise de unii prizonieri și spectacole de revistă⁠(d).

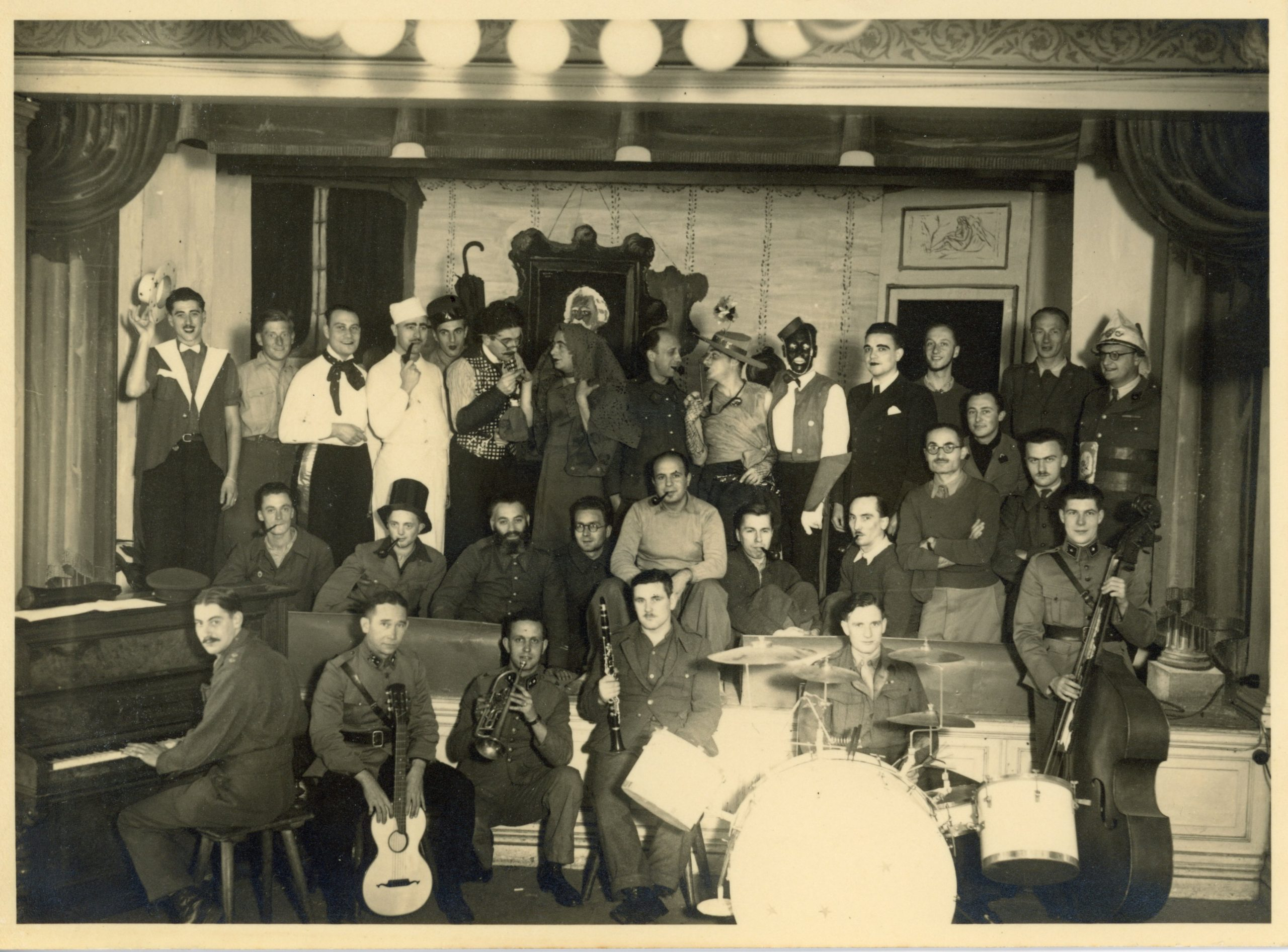
Prizonieri pe scena teatrului din lagăr

O altă activitate era învățarea de limbi în perechi. De pildă, unii britanici învățau germană, olandeză, franceză, rusă etc.. Lagărul avea și o bibliotecă. Unele cărți erau primite de la germani, altele în pachete prin Crucea Roșie sau de la editura Penguin Books. Unii țineau regulat dezbateri literare, iar câțiva urmau cursuri prin corespondență la universități din Marea Britanie.
Germanii aveau încredere în cuvântul de onoare dat de prizonieri. Astfel, aceștia puteau primi unelte, de exemplu ca să amenajeze teatrul, pe baza cuvântului de onoare că nu le vor folosi pentru evadare. Ofițerii necombatanți, medici și clerici, puteau ocazional să se plimbe cu escortă aproape de castel.
Conform Convenției de la Geneva, prizonierii grav bolnavi fizic sau mintal puteau fi repatriați. Astfel, în mai 1944 a venit în lagăr o comisie a Crucii Roșii, cu membri germani și elvețieni. Dintre prizonierii care au cerut repatrierea au fost desemnați 29 pentru aceasta și au plecat până la urmă 26, printre care câțiva care au simulat boala.
Prizonierii nu aveau dreptul să primească băuturi alcoolice, dar au găsit metoda de a produce. Polonezii au inițiat distilarea în secret a unei băuturi din apă, marmeladă primită în rație, zahăr din pachete și drojdie cumpărată de la gardieni cu lucruri din pachete. Distilau și un fel de vodcă din prune uscate, stafide din pachete și drojdie. La început, germanii confiscau instalațiile de distilare, dar până la urmă le-au tolerat.
Unii prizonieri au folosit corespondența pentru a transmite informații care puteau fi interesante pentru serviciile secrete britanice, despre mișcări ale trupelor germane, capacități de apărare, daune provocate de bombardamente, ținte posibile, moralul germanilor și al prizonierilor etc. Pe unele le aflaseră direct de când au fost luați prizonieri, pe altele le aflau de la prizonieri nou aduși după capturare sau din alte lagăre. Scrisorile erau riguros cenzurate de germani, de aceea prizonierii aveau nevoie de un cod ca să trimită informațiile. O dată, un prizonier englez a trimis o scrisoare folosind un cod personal, fapt de care a reușit să-și dea seama soția lui și să înțeleagă că trebuie să ducă scrisoarea la Ministerul de Război. Într-un mod sofisticat, de care germanii nu și-au dat seama, prizonierul a primit un cod numit HK sau 5-6-O, pe care să-l folosească, și a instruit alți opt prizonieri în acest scop. Era un cod folosit oficial în comunicarea cu prizonierii britanici din mai multe lagăre, care nu a fost descoperit de germani. Prin acesta, prizonierii puteau și să prezinte cereri și să primească ordine.
Germanii făceau totul pentru ca prizonierii să nu cunoască realitatea despre mersul războiului. Ei nu au acceptat aceasta și au găsit metoda să afle știri provenind de la Aliați. Francezul Frédéric Guigues, inginer în viața civilă, a construit două radiouri din piese primite în pachete de la soția lui, cu care coresponda codificat și stabileau ce să-i trimită și cum să-l anunțe despre trimiteri. Pachetele care soseau erau închise într-o magazie păzită de o santinelă, înainte de a fi controlate de germani inclusiv cu raze X. Piesele erau ascunse în cutii de conserve de carne. Ca germanii să nu le descopere, Guigues a făcut o cheie cu care reușea să pătrundă în magazie și să le scoată din pachete. A construit radiourile la care francezii ascultau știrile emise de BBC în franceză, apoi le răspândeau printre ceilalți prizonieri. Primul radio a fost descoperit din cauza unui prizonier informator al germanilor. Al doilea a rămas ascuns în podul castelului până în 1965, când Guigues a făcut o vizită la castel și l-a găsit, dar a închis la loc ascunzătoarea. Radioul a fost regăsit în 1975 de un alt fost prizonier, Dick Howe⁠(d), dar și el l-a lăsat acolo. Până la urmă a fost găsit în 1992 cu ocazia unor reparații, și expus.
În ciuda condițiilor de detenție relativ bune, prizonierii sufereau psihic, în primul rând din cauza însuși faptului de a fi închiși. Îi afecta și lipsa muncii, a femeilor, a familiei, a știrilor și a unui viitor previzibil. Reacționau la situația lor în funcție de caracteristicile psihice pe care le aveau. Stările și comportamentele erau diverse: calm, resemnare, sentimentul culpabilității, depresie, tulburări psihice mai grave, mânie, furie, sfidarea personalului.
Cea mai grea perioadă pentru prizonieri a început în toamna lui 1944. În lagăr ajungeau tot mai puține pachete, din cauza haosului care se accentua în Germania pe măsură ce Aliații înaintau și bombardamentele lor se întețeau. Economiseau alimentele din ultimele pachete sosite, dar în decembrie n-a mai rămas nimic din ele. Rațiile primite de la germani se micșorau și ele. Nici scrisori nu mai soseau. Prizonierii sufereau de foame și de frig, iar starea psihică a unora se înrăutățea. Înfrângerea Germaniei fiind aproape, prizonierii, mai ales Prominente, se simțeau în pericol să fie lichidați dacă SS-ul prelua lagărul de la Wehrmacht.
Foametea a culminat în februarie 1945, când la Colditz au fost evacuați din alt lagăr 1.200 de ofițeri francezi prizonieri și înghesuiți împreună cu cei din castel.

## Pregătiri pentru evadare
Condițiile în care trăiau prizonierii erau asigurate de germani, până când au putut, pentru a evita eventuale revolte și evadările. În afară de pregătirile pentru evadare, îi lăsau să aibă orice activități și distracții, chiar și producerea de alcool, numai să-și ocupe timpul și să nu se gândească la evadare. Totuși, o parte din prizonieri voiau să evadeze, îndeosebi dintre cei care mai încercaseră în alte lagăre. Unii erau obsedați de gândul evadării, neputând să mai „vegeteze” în lagăr. O motivație superioară care îi anima era ideea că ofițerul are datoria să evadeze, deși nu era stipulată o asemenea obligație în niciun regulament. Ceilalți prizonieri erau gata să stea liniștiți în lagăr până la sfârșitul războiului.
În Convenția de la Geneva era înscris doar că încercarea de evadare și evadarea sunt acte de indisciplină și că orice sancțiune disciplinară poate fi de maximum o lună de izolare în arestul lagărului. Totuși, evadarea putea fi periculoasă. Candidații nu puteau fi siguri că convenția va fi respectată, mai ales începând cu anul 1943. Bombardarea Germaniei de către Aliați era tot mai intensă și populația era tot mai pornită împotriva lor. Evadații prinși de civili riscau să fie linșați. Cei care evadau în haine civile sau, și mai grav, în uniformă germană, riscau să fie tratați ca spioni. Cei căzuți pe mâna Gestapoului sau a SS-ului puteau fi torturați, trimiși în lagăre de concentrare sau chiar omorâți. Riscurile au culminat după evadarea în masă din martie 1944 din Stalag Luft III⁠(d), devenită celebră ca Marea evadare, când 50 de evadați au fost uciși de Gestapo. La 23 septembrie 1944 a fost afișată în lagărele de prizonieri de război o avertizare cu amenințări referitoare la evadare.
Faptul că prizonierii aveau mult timp la dispoziție, pe care îl petreceau cum doreau, avea pentru ei avantajul, iar pentru germani dezavantajul, că își puteau pregăti pe îndelete evadarea.
Fiecare grup național avea un ofițer cu evadarea căruia trebuiau să i se raporteze intențiile, ideile și planurile de evadare. Acești ofițeri făceau parte dintr-un comitet de evadare împreună cu ofițerii cu rangul cel mai înalt. Fiecare ofițer cu evadarea informa comitetul despre planurile de evadare din grupul lui, și despre momentul în care urmau să fie realizate. Castelul fiind mic și oferind posibilități limitate de evadare, comitetul îndeplinea și rolul de arbitru între grupuri dacă prezentau aceeași idee, ca să nu se împiedice unii pe alții în realizarea ei. În principiu, acești ofițeri nu aveau dreptul să evadeze.
Pentru a evada, prizonierii aveau nevoie de haine civile, acte false, mijloace de orientare și bani. Pentru a le procura, respectiv a le produce, recurgeau la diverse surse și metode.
Unele lucruri le erau trimise de către MI9⁠(d), serviciul secret britanic de ajutorare a prizonierilor de război, în special pentru a evada. MI9 avea un membru, Christopher Hutton⁠(d), care era genial în a inventa tot felul de obiecte folositoare candidaților la evadare. Ele erau introduse în pachete expediate de familii sau de organisme de caritate fictive. Erau ascunse în obiecte permise, de pildă, o pânză mică de bomfaier într-un pieptene sau o periuță de dinți, hărți incluse în cărți de joc sau în discuri de gramofon, busole în nuci sau în săpunuri, acte de identitate false în table de șah din carton. În același fel în care a recuperat piesele de radio, Frédéric Guigues a ajuns și la unelte trimise în pachete. Hutton a găsit și o metodă ca prizonierii să-și poată face haine civile. Ei aveau dreptul să poarte uniforma armatei lor și să primească uniforme noi în pachete. Cele trimise de MI9 erau concepute astfel, încât să poată fi transformate ușor în haine civile sau în uniforme germane.
Pentru a produce acte false, prizonierii aveau un atelier special. Materialele erau cumpărate la cantina lagărului. Textul tipărit al actului în alb era imitat de mână. Pentru a scrie datele concrete, au construit o mașină de scris din lemn și sârmă. Fotografia titularului în haine civile era făcută cu un aparat improvizat dintr-o cutie de trabucuri și lentile de la o pereche de ochelari. Materialele proveneau de la un soldat german mituit cu lucruri din pachete, iar fotografia era făcută de un fotograf profesionist în viața civilă. Actul era semnat de titular cu numele lui fals. Un falsificator a făcut și ștampila, imitată după imaginea unei ștampile reale prin gravare cu o lamă de ras pe capacul din cauciuc al unui toc de încălțăminte, și folosea cerneala obținută de la un creion chimic.
Banii proveneau din mai multe surse. Unii erau obținuți prin vânzarea de produse din pachete, mai ales țigări, gardienilor, care astfel încălcau regulamentul lor. Alții erau trimiși de MI9.
Germanii căutau tot timpul semne ale pregătirilor și deseori le găseau. Căpitanul Reinhold Eggers⁠(d), ofițerul însărcinat cu securitatea, a constituit un fel de muzeu din obiectele confiscate de folosit pentru evadare, trimise dinafară sau făcute de prizonieri.

## Încercări de evadare reușite și nereușite
Potrivit scriitorului, regizorului și producătorului de televiziune britanic Henry Chancellor⁠(d), la Colditz au fost implicați 316 ofițeri în 174 de încercări de evadare, dintre care au reușit 35. Între încercările nereușite sunt incluse și cele anterioare celor reușite ale acelorași prizonieri. Între cei care n-au reușit să evadeze sunt incluși cei care au fost prinși înainte de a putea ieși din lagăr și cei care au fost recapturați la diferite distanțe de Colditz: aproape de lagăr, în trenuri, la Leipzig, Chemnitz, Mainz, Ulm, Frankfurt am Main, Köln, Stuttgart, Saarbrucken, Cottbus, frontiera cu Elveția, frontiera cu Olanda, Cracovia, Viena, Gdańsk (Danzig). Unul singur a fost ucis în timpul încercării de a ieși din lagăr, locotenentul Michael Sinclair⁠(d), la a noua încercare de evadare, împușcat când a încercat să treacă peste gardul lagărului. Sunt incluse aici și încercări și evadări din alte lagăre, din trenuri, din spitale sau de la dentist, după ce prizonierii respectivi au fost duși acolo de la Colditz, precum și repatrieri în urma simulării unor boli fizice sau psihice. Dintre cei care au reușit să ajungă acasă, patru nu au supraviețuit războiului, doi căzând în luptă, unul fiind ucis de Gestapo ca membru al rezistenței franceze și unul accidentat într-un zbor de antrenament.

### Metode de evadare
Ieșirea din lagăr a fost încercată în mai multe feluri. Unele au fost unice, altele repetate. Câteva exemple în cele ce urmează.
Locotenentul francez Alain Le Ray⁠(d) a trecut peste zidul cu care era închis parcul de lângă castel folosindu-se ca de o scară de gardul de sârmă ghimpată care trecea pe lângă zid. Acolo erau escortați periodic grupuri de prizonieri ca să facă sport. A ieșit cu grupul în parc cu haine civile ascunse sub uniformă și având o mică sumă de bani. La întoarcerea grupului în lagăr, s-a strecurat într-o casă în reparație de la marginea parcului, apoi a ieșit și a trecut peste zid. A reușit să ajungă în Elveția.
Într-o zi când a venit un camion să ia din lagăr niște saltele umplute cu paie, locotenentul scoțian Peter Allan, fiind scund și subțire, s-a îmbrăcat repede în haine civile, a primit ceva bani de la camarazi și a fost introdus într-o saltea. Niște ordonanțe au pus salteaua, împreună cu altele, în camion. A ieșit din ea noaptea, într-o clădire din oraș în care au fost depuse saltelele. A ajuns până la Viena, dar a fost prins și dus înapoi la Colditz.
Alții au încercat să iasă din lagăr pe poartă, deghizați în civil sau în uniformă germană. Locotenentul francez Émile Boulé s-a deghizat în femeie, profitând de faptul că uneori veneau în tabără și femei germane. A pornit spre poartă, dar i-a căzut ceasul de pe mână și un prizonier dintr-un grup care se întorcea din parc l-a ridicat, a strigat după el în zadar și a dat ceasul unui gardian ca să i-l dea el. Ajungând la Boulé, acesta și-a dat seama de înșelătorie. Acest caz a dus la formarea comitetului de evadare, necesar ca să coordoneze evadările, evitând astfel de incidente. Locotenentul englez Airey Neave⁠(d) a încercat să iasă deghizat în caporal german, dar nici el nu a reușit.

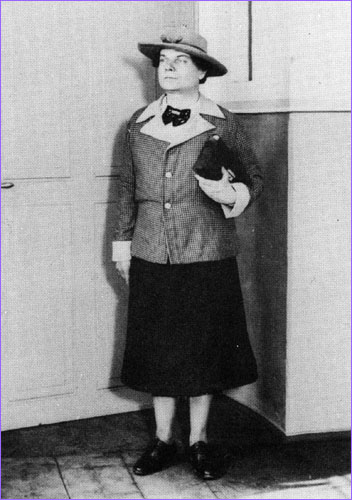
Émile Boulé după încercarea nereușită de a evada

În septembrie 1942, comandantul lagărului a ordonat depozitarea unei părți a lucrurilor prizonierilor. Au fost folosite lăzi în care se primise ceai prin Crucea Roșie. Locotenentul britanic Dominic Bruce⁠(d), care era scund și subțire, s-a ascuns într-o ladă îmbrăcat civil și cu o frânghie de 12 metri făcută din cearșafuri. Lăzile au fost depozitate la etajul trei al comandamentului, de unde Bruce a coborât noaptea de la fereastră pe frânghie. A fost recapturat la Gdańsk.

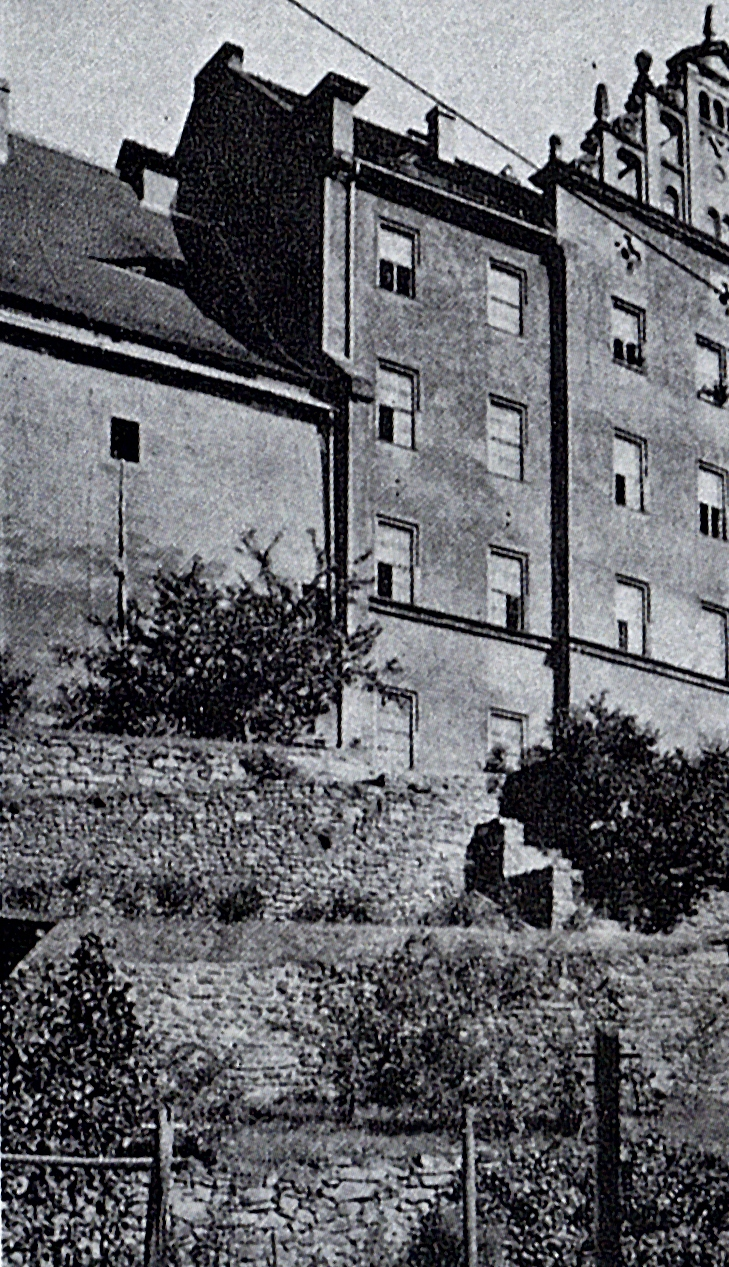
Frânghia folosită de Dominic Bruce pentru a evada

Mai multe încercări de evadare au avut loc prin tunele săpate de prizonieri. Cea mai importantă a fost încercarea unui grup de ofițeri francezi care au săpat un tunel devenit cunoscut cu numele de „tunelul francez”. Au lucrat timp de opt luni, din mai 1941 până în ianuarie 1942. Lucrarea era prevăzută pentru o evadare în masă a 200 de prizonieri, necesitând o organizare riguroasă și multe brațe de muncă. Au asigurat și iluminatul electric al tunelului. Totodată trebuiau pregătite multe haine civile, acte false și bani. Germanii și-au dat seama de ce se întâmpla, dar nu reușeau să găsească tunelul. Până la urmă, intrarea în tunel a fost descoperită de germani când prizonierii ar mai fi avut foarte puțin de săpat.

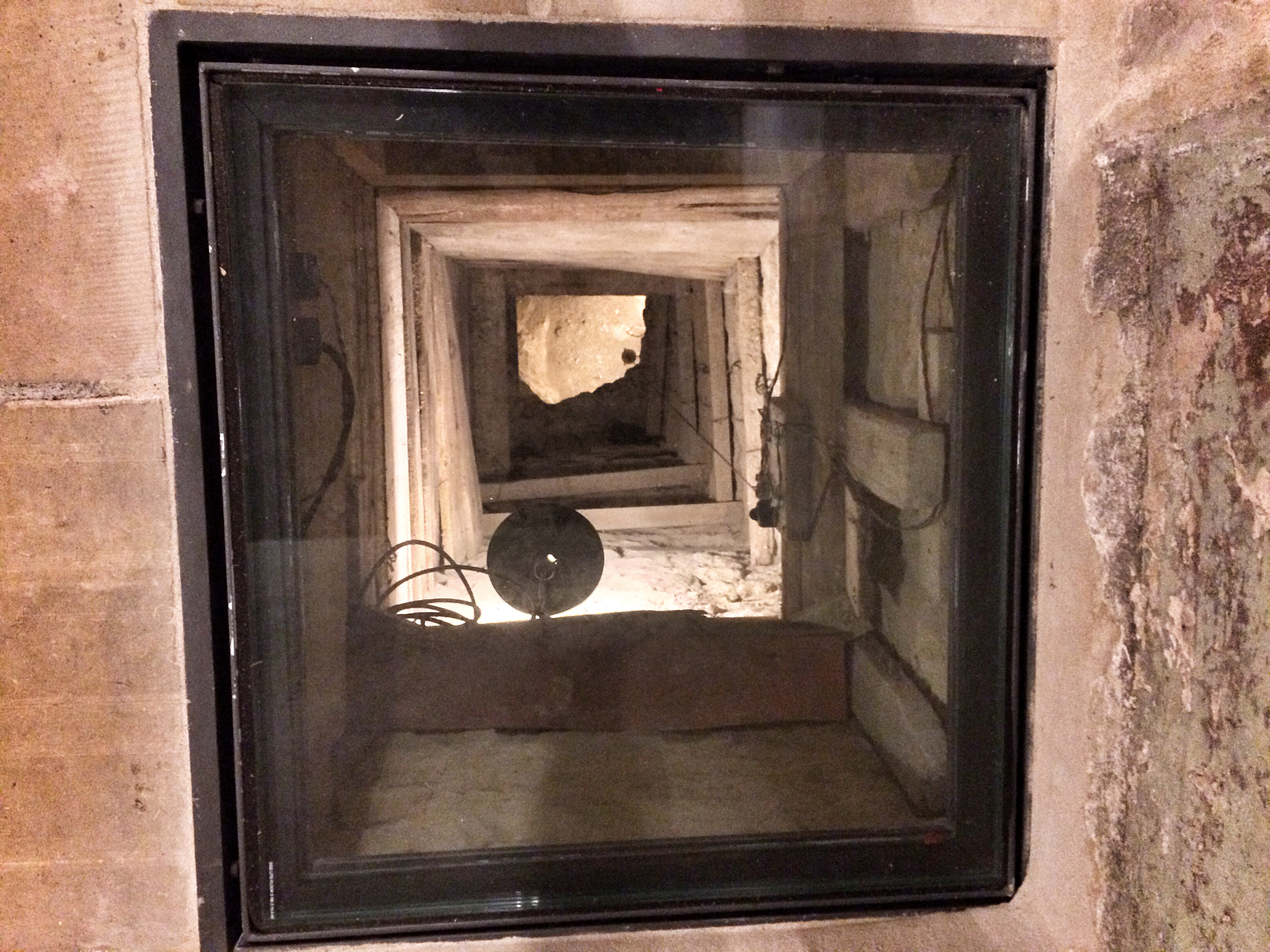
O parte din „tunelul francez”, vizibilă de către vizitatorii castelului

Când avea loc o evadare, trebuia să se întârzie momentul când germanii o constatau. Pentru aceasta, prizonierii rămași în lagăr recurgeau la mascarea absenței evadaților la apeluri. De pildă, Dominic Bruce făcea să fie numărat de două ori, mutându-se pe neobservate în alt loc din formație după ce era numărat. Altă metodă era aducerea la apel a unuia sau a două manechine de ofițeri făcute de un sculptor olandez.
Ultima metodă de a ieși din lagăr la care s-au gândit să recurgă prizonierii ar fi fost pe calea aerului. Pentru aceasta au construit în secret un planor pentru două persoane. Doi prizonieri au desenat planurile, inspirându-se dintr-un manual de proiectare de avioane care se găsea în biblioteca lagărului. Douăzeci de ingineri au muncit la construirea planorului din vara lui 1944 până în aprilie 1945, cu puțin înainte de eliberare. Au avut în permanență camarazi care să-i avertizeze dacă se apropia vreun german, astfel încât au fost implicați în acțiune circa un sfert din prizonieri. Au lucrat în podul unei părți a castelului, cu unelte confecționate de ei și făcând peste 6.000 de piese din materiale furate prin lagăr: părți din lemn, șuruburi și piese metalice din paturi, cablu telefonic, pânză luată de pe saltele etc.. Acțiunea a servit și menținerii moralului prizonierilor. Planorul a fost ținut în rezervă și nu a fost folosit până la urmă. A fost montat pentru prima oară în forma definitivă după ce au intrat americanii în castel, și fotografiat de jurnalista și corespondenta de război americană Lee Carson⁠(d), care venise cu trupele americane. Planorul a dispărut după război, nu se știe ce s-a întâmplat cu el.

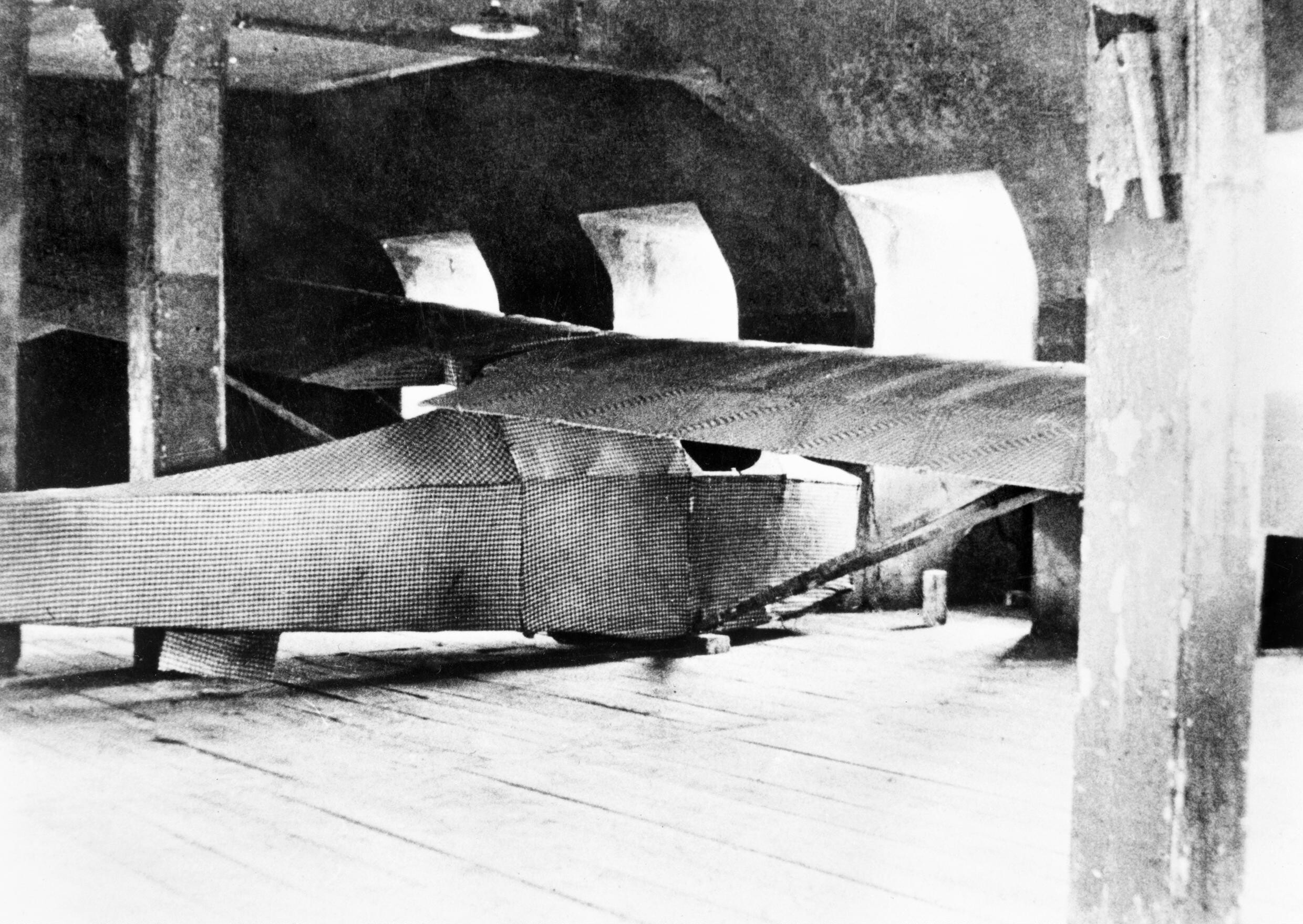
Singura fotografie existentă a planorului construit de prizonieri

După ieșirea cu succes din lagăr, evadatul trebuia să se descurce să meargă mai departe. În mod ideal, pentru aceasta trebuia să fie pregătit fixându-și o destinație, să aibă hartă și busolă pentru a se deplasa pe jos, să cunoască mersul trenurilor pentru a călători pe calea ferată, să-și aleagă o identitate falsă, să aibă haine civile sau uniformă germană, să cunoască limba germană sau o limbă a muncitorilor aduși în Germania din țările ocupate sau din cele aliate cu ea. Ca să poată trece de controalele de identitate de peste tot, avea nevoie de acte corespunzătoare identității sale false.
Chiar dacă nu aveau toate aceste atuuri, unii evadați aveau norocul să poată parcurge distanțe relativ mari și să ajungă acasă. De pildă, comandantul de escadron britanic Brian Paddon⁠(d) a profitat de faptul că a fost dus într-un lagăr din Toruń (Thorn), unde fusese înainte de a fi la Colditz, ca să fie judecat de o curte marțială pentru că insultase un subofițer german. Era pregătit pentru evadare cu haine civile. Niște prizonieri din Thorn i-au dat ceva alimente și o valijoară. A doua zi, când trebuia să aibă loc ședința de judecată la ora 9, el a reușit să intre într-un grup de prizonieri care au fost duși la muncă pe un câmp la ora 7. A ieșit din lagăr cu grupul la muncă și pe drum s-a strecurat cu prima ocazie în pădurea de pe margine. S-a gândit că subofițerul care îl escortase la Thorn va spune celor care îl vor căuta că evadații din Colditz merg spre Elveția, de aceea, el plănuise să meargă la Gdańsk. Avea identitatea falsă a unui belgian la muncă în Germania. A călătorit cu trenuri pe distanțe scurte și a dormit în săli de așteptare din gări. Cu germana pe care o cunoștea a stat de vorbă degajat cu germani și a ajuns fără incidente la Gdańsk. Avea de la un camarad prizonier polonez adresa prietenei acestuia și planul detaliat al portului desenat de un alt polonez. În port a văzut ancorat un vapor comercial din Suedia, țară neutră, a urcat pe neobservate pe el și s-a ascuns în cala cu cărbune. Au trecut trei zile până a plecat vaporul și a trebuit să se strecoare noaptea în sala mașinilor ca să-și ia apă de băut. A ieșit din ascunzătoare după șase ore de la plecare și s-a prezentat la căpitan. Acesta nu a vrut să-l ducă și a întors vaporul să meargă înapoi la Gdańsk, dar până la urmă a cedat. În Suedia, după unele complicații birocratice, l-a contactat pe consulul britanic și astfel a putut fi dus în Anglia.

## Sfârșitul lagărului
La 13 aprilie, când trupele americane erau deja aproape de Colditz, SS-ul i-a preluat pe Prominente și i-a dus spre sud, cu opriri în mai multe lagăre. Pe doi care erau bolnavi, i-au lăsat în lagărul din fortăreața Königstein din Saxonia. Giles Romilly a evadat din lagărul din castelul Tittmoning din Bavaria. Ceilalți au fost duși mai departe, în Austria. Hitler ordonase să fie executați, dar se sinucisese la 30 aprilie, iar generalul SS Gottlob Berger⁠(d) nu a executat ordinul. A ordonat ca Prominente să fie conduși la trupele americane, la care au ajuns în 5 mai. Königsteinul a fost eliberat de sovietici, apoi cei doi lăsați acolo au fost preluați de americani.

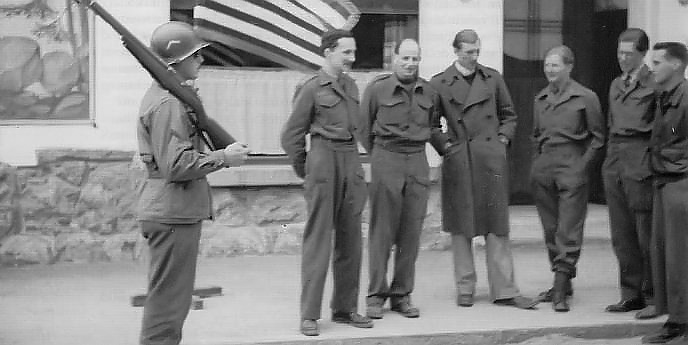
Câțiva dintre Prominente la 5 mai 1945, la puțin timp după eliberare

Între timp, Gerhard Prawitt, al treilea și ultimul comandant al lagărului Colditz a primit ordin ca prizonierii să fie evacuați, dar ofițerii reprezentanți ai lor au refuzat. Comandantul a capitulat în fața acestora și prizonierii au preluat controlul asupra castelului. Au făcut ca trupele SS de afară să nu-și dea seama de aceasta, lăsând santinelele la posturile lor, dar fără muniție. Prizonierii au confecționat câte un drapel polonez, francez și britanic. La 16 aprilie le-au arborat pentru ca americanii să nu atace castelul. Aceștia au cucerit orașul printr-o luptă grea și au ajuns la de-acum fostul lagăr.
Armata Roșie a ajuns la Colditz în mai 1945 și orșul a ajuns în zona de ocupație sovietică, aceasta devenind în 1949 Republica Democrată Germană. Castelul a fost folosit rând pe rând ca închisoare pentru delincvenți locali și pentru oameni considerați ostili statului comunist, spital psihiatric, azil de bătrâni, depozit.

## Amintirea lagărului
Ca să păstreze contactul între ei și amintirea experiențelor lor, veteranii din Anglia s-au reunit în Asociația Colditz. Au început să viziteze fostul loc al detenției lor, de exemplu Frédéric Guigues cu un grup de camarazi francezi, în 1965. În 1991, pasionații Colditzului au înființat în Anglia Societatea Colditz.
Restaurarea castelului a început în 2006 și a dus la descoperirea multor obiecte ascunse. Cele din colecția lui Reinhold Eggers se risipiseră, multe fiind vândute vizitatorilor. Se mai găsesc obiecte și fotografii de la Colditz și la Muzeul Imperial al Războiului⁠(d) din Londra. La castel s-a amenajat un mic muzeu din obiectele găsite și, printr-un geam de sticlă în pardoseală, a fost făcută vizibilă a parte din tunelul francez. Copia planorului este expusă în locul originalului. Se organizează vizite cu ghid, iar în fostul sector al personalului s-a amenajat un han pentru tineri.
După război, unii foști prizonieri, evadați sau nu, au început să publice cărți despre Colditz. Prima a apărut în 1946, coordonată de fostul prizonier canadian J.E.R. Wood, cu titlul Detour: The Story of Oflag IVC, la editura Falcon Press, cu texte ale mai multor foști prizonieri. A urmat, în 1948, cartea lui Émile Le Brigant, general francez, fost reprezentant la prizonierilor francezi la Colditz (Les Indomptables (Neîmblânziții), Paris, Berger-Levrault). Prima carte care a avut succesul unui bestseller și a suscitat atenția publicului larg pentru Colditz, a fost cea a fostului evadat Patrick Robert Reid (Pat Reid), în 1952 (The Colditz Story, Londra, Hodder and Stoughton). Aceasta, subiectivă și parțial inexactă, a creat un adevărat mit al prizonierului de la Colditz, provocând generalizarea perspectivei autorului, care privea evadarea ca un joc. Într-o a treia carte (vezi Bibliografie), Reid și-a reluat relatarea într-un mod mai impersonal. Reinhold Eggers și-a scris de asemenea amintirile despre Colditz, apărute în 1961, în traducerea engleză a ziaristului Howard Gee, unul din cei doi civili prizonieri la Colditz (Colditz: The German Story, Londra, Robert Hale). Alt german în serviciu la Colditz, caporalul Georg Martin Schädlich⁠(d), a ținut un jurnal acolo, publicat în 1992 de nepotul său (Thomas Schädlich, Colditzer Schloßgeschichten: Die Geschichte des Oflag IV C in Colditz nach dem Tagebuch des Georg Martin Schädlich (Povestiri despre castelul din Colditz: Povestea Oflag IV C din Colditz, după jurnalul lui Georg Martin Schädlich), Colditz, Swing Druck).
Interesul pentru Colditz a făcut să apară multe filme documentare, emisiuni de televiziune, filme artistice, cărți de memorii și de ficțiune, precum și jocuri.

### Filme documentare
Primul film, Flight from Colditz (Zbor din Colditz), a fost realizat 1994 de către ITV Anglia⁠(d).
În 2000, Channel 4⁠(d) din Marea Britanie a produs un nou film documentar, Escape from Colditz, care a prezentat și prima copie a planorului, reconstituit după planul originalului. A fost filmat și un zbor al lui cu pilot, cu decolare de pe un câmp, în prezența unor veterani ai lagărului.
Regizorul german Michael Wulfes a realizat de asemenea un film despre Colditz, în 2006, Die Unbeugsamen – Flucht aus Hitlers Elitegefängnis (Neîmblânziții – Evadare din prizonieratul pentru elite al lui Hitler).
În 2014, canalul de televiziune american PBS⁠(d) a prezentat filmul Escape From Nazi Alcatraz (Evadare din Alcatrazul nazist) în cadrul seriei Nova (sezonul 41, episodul 12), cu participarea unor arheologi și alți specialiști. Are în centru a doua reconstituire a planorului, în 2012, în podul unde a fost construit originalul. Prezintă și zborul lui teleghidat de pe acoperișul de unde ar fi decolat, efectuat cu succes până în locul unde era prevăzut să ajungă originalul.

### Filme artistice
- 1955 – The Colditz Story – producție de cinema britanică după cartea lui Pat Reid din 1952[85];
- 1971 – The Birdmen (Oamenii păsări) – producție americană de televiziune inspirată din planul de evadare cu planorul din Colditz[86];
- 1972-1974 – Colditz – serial de televiziune cu 28 de episoade al BBC One[87];
- 2005 – Colditz – miniserial de televiziune britanic al ITV1[88].

### Cărți de ficțiune
- Michael Burn⁠(d), Yes, Farewell (Da, adio), Londra, Jonathan Cape, 1946 – roman scris de autor în timpul captivității la Colditz[89];
- Robert L. Wise, The Narrow Door at Colditz (Ușa îngustă de la Colditz), Nashville, Broadman & Holman, 2004, ISBN: 0-8054-3072-5[90];
- Guy Walters⁠(d), The Colditz Legacy (Moștenirea Colditzului), Headline, 2005, ISBN: 0-7553-2717-9[91].

### Jocuri
- 1972 – Escape from Colditz Castle (Evadare din castelul Colditz) – joc de societate[92];
- 1973 – Escape from Colditz – joc de societate[93];
- 1987 – The Colditz Story – joc video[94];
- 1991 – Escape from Colditz – joc video[95].